# Vanber
Vanber (de son vrai nom Albert Voisin), né à Lestre (Manche) le 22 février 1905 et mort à Crest en juillet 1994, est un peintre français.

## Biographie
- 1905: Naissance à Lestre
- 1922: Il fréquente l'atelier de Fernand Cormon à Paris
- 1930: Il fait la connaissance des peintres cubistes Robert de la Fresnaye et Jacques Villon[1]
- 1931: Il épouse Madeleine Théry, peintre elle aussi
- 1936: Il rencontre Albert Gleizes
- 1937: Il rencontre Robert et Sonia Delaunay avec qui il restera longtemps en contact
- 1938: Il rencontre André Lhote
- 1943: Il expose au Salon des indépendants (plusieurs fois jusqu'en 1959)
- 1948: Il découvre la Drôme et l'Ardèche
- 1949-1965: Il enseigne dans les écoles d'art à Paris
- 1956: Il achète une maison sous la Tour de Crest
- 1958: Il participe à la fondation du salon Art et Jeunesse à Crest avec entre autres Jacques Clerc, Alain Borne et Alain Rais. Des invités prestigieux viendront, tels Sonia Delaunay et André Lhote.
- 1960: Il exécute à la demande de Mme Gleizes le carton pour la tapisserie L'Histoire du Vol qui avait été commandée à Albert Gleizes en 1937 mais qui n'avait pas été réalisée car jugée trop moderne à l'époque. La tapisserie se trouve aujourd'hui au Centre de l'Aviation Civile de Montréal.
- 1961-1972: Il fait différentes expositions à Paris, Barfleur, Valence, Crest...
- 1994: Décès en juillet à Crest

Son père est photographe et aimerait le voir embrasser la même carrière, mais Vanber préfèrera la peinture. Il suit Guillemet sur les plages normandes. Dans les années 1930, il rencontre de nombreux peintres (comme Albert Gleizes, Robert Delaunay, Sonia Delaunay, André Lhote...), ce qui le mène au travail de peintre et sculpteur. L'œuvre de Vanber mélange tout au long de sa vie l'art figuratif et l'art abstrait, parfois dans un même tableau.
Nombre de ses tableaux sont inspirés des  villes dans lesquelles il vécut, comme Crest et Barfleur. On peut même reconnaître des monuments de ces villes comme la Tour de Crest, l'Église de Barfleur ou le château d'Eurre.

## Expositions personnelles
- 1951, Galerie Suzanne Michel, Paris, premiers collages faits d’affiches lacérées [2]
- 1953, Galerie Suzanne Michel, Paris, peintures et papiers collés[3]

## Expositions collectives
- 1954, Galerie Suzanne Michel, Paris avec Marcelle Cahn, Mary Webb, Gilbert Besançon, Henri-Jean Closon, Lempereur Haut, Olive Tamari, poèmes de René Massat avec des gravures de Pierre Courtin[4]

## L'œuvre de Vanber
L'œuvre de Vanber a été abondante, il a produit entre 4000 et 5000 œuvres sur des supports variés. Celle-ci est constituée de: 
- Peintures, qu'elles soient sur toiles, sur papiers colorés ou encore sur papier journal
- Collages faits avec des matériaux divers, que ce soient des papiers déchirés, du tissu ou des emballages
- Sculptures faites d'assemblage de galets, branches, racines...
- Patchworks en tissus et lainages
- Dessins à l'encre de Chine sur papier brun
- Mosaïques faites d'assemblages de galets, tessons de bouteille, morceaux de céramiques...

## Particularités de Vanber
La plupart des œuvres du peintre sont signées mais très peu sont datées. De même, la majorité des tableaux sont sans titre. Il arrivait que l'artiste reprenne un tableau fait il y a plusieurs années pour le modifier. 